# 1992年の台風
1992年の台風（1992ねんのたいふう、太平洋北西部で発生した熱帯低気圧）のデータ。台風の発生数は31個であった。
日本への上陸数は3個とほぼ平年並みであり、いずれも西日本に上陸した。

## 台風の発生数
| 発生数が多い年 | 発生数が多い年                     | 発生数が多い年 | 発生数が少ない年 | 発生数が少ない年                                 | 発生数が少ない年 |
| 順位           | 年                                 | 発生数         | 順位             | 年                                               | 発生数           |
| -------------- | ---------------------------------- | -------------- | ---------------- | ------------------------------------------------ | ---------------- |
| 1              | 1967年                             | 39             | 1                | 2010年                                           | 14               |
| 2              | 1994年 1971年                      | 36             | 2                | 1998年                                           | 16               |
| 4              | 1966年                             | 35             | 3                | 2023年                                           | 17               |
| 5              | 1964年                             | 34             | 4                | 1969年                                           | 19               |
| 6              | 1989年 1974年 1965年               | 32             | 5                | 2011年 2003年 1977年 1975年 1973年 1954年 1951年 | 21               |
| 9              | 2013年 1992年 1988年 1972年 1958年 | 31             |                  |                                                  |                  |

## 月別の台風発生数
| 1月 | 2月 | 3月 | 4月 | 5月 | 6月 | 7月 | 8月 | 9月 | 10月 | 11月 | 12月 | 年間 |
| --- | --- | --- | --- | --- | --- | --- | --- | --- | ---- | ---- | ---- | ---- |
| 1   | 1   |     |     |     | 2   | 4   | 8   | 5   | 7    | 3    |      | 31   |

## 「台風」に分類されている熱帯低気圧

### 台風1号（アクセル）
199201・01W
台風としては統計史上8番目に（1年の中で）早い日時に発生した。
| 順位 | 名称              | 国際名  | 発生日時          |
| ---- | ----------------- | ------- | ----------------- |
| 1    | 平成31年台風第1号 | Pabuk   | 2019年1月1日 15時 |
| 2    | 昭和54年台風第1号 | Alice   | 1979年1月2日 9時  |
| 3    | 昭和30年台風第1号 | Violet  | 1955年1月2日 15時 |
| 4    | 平成30年台風第1号 | Bolaven | 2018年1月3日 9時  |
| 5    | 昭和32年台風第1号 | ‐       | 1957年1月3日 15時 |
| 6    | 平成25年台風第1号 | Sonamu  | 2013年1月3日 21時 |
| 7    | 昭和60年台風第1号 | Fabian  | 1985年1月5日 21時 |
| 8    | 昭和47年台風第1号 | Kit     | 1972年1月6日 9時  |
| 8    | 平成4年台風第1号  | Axel    | 1992年1月6日 9時  |
| 10   | 昭和60年台風第2号 | Elsie   | 1985年1月7日 15時 |

### 台風2号（エケカ）
199202・01C
越境台風となった。

### 台風3号（ボビー）
199203・02W・アシアン

### 台風4号（チャック）
199204・03W・ビリン

### 台風5号（イーライ）
199205・05W・コンシン

### 台風6号（フェイ）
199206・06W

### 台風7号（ゲイリー）
199207・07W・ディタン

### 台風8号（ヘレン）
199208・08W

### 台風9号（アーヴィング）
199209・09W・イデン

7月31日に発生し、発達しながら8月3日に四国沖を北東に進んだ後、4日には中型で並の強さにまで発達し、北西に進路を変えて高知県足摺岬付近に上陸した。台風はその後も北西に進み、福岡県に再上陸。その後は対馬海峡に抜けて、弱い熱帯低気圧へと変わり、黄海で消滅した。この台風の影響により、死者・行方不明者4人、負傷者2人、床上浸水4棟、床下浸水86棟の被害が出ている。

### 台風10号（ジャニス）
199210・10W・グロリン
8月4日にグアム島の西海上で発生し、勢力を強めながら北上。8日9時半頃に強い勢力で熊本県玉名市付近に上陸した。 その後は九州北部、周防灘を経て、同日13時過ぎに山口県宇部市付近に再上陸。後に中国地方西部から日本海へと進み、9日に秋田県沖で温帯低気圧に変わった。 この温帯低気圧は、10日にかけて東北地方から北海道東部を通り、オホーツク海へ進んだ。

### 台風11号（ケント）
199211・11W
8月5日にマーシャル諸島付近で発生した弱い熱帯低気圧が西北西へ進み、6日に台風11号となった。その後も台風は西北西に進み続け、勢力を強めながら南鳥島の南海上を通り、12日には中型で非常に強い勢力で父島の南東海上を北西に進み、15日には父島付近を中型で強い勢力で通過。台風は日本の南海上を西北西に進み続けた後、18日に鹿児島県種子島の東海上で北北西に進路を変え、中型で弱い勢力にまで衰えて宮崎県と大分県の県境付近に上陸した。その後も北北西へ進行を続け、19日に山口県宇部市付近に再上陸。山口県沖で弱い熱帯低気圧に変わった。

### 台風12号（マーク）
199212・13W

### 台風13号（ニーナ）
199213・14W

### 台風14号（ロイス）
199214・12W・フアニン

### 台風15号（オマール）
199215・15W・ルシン

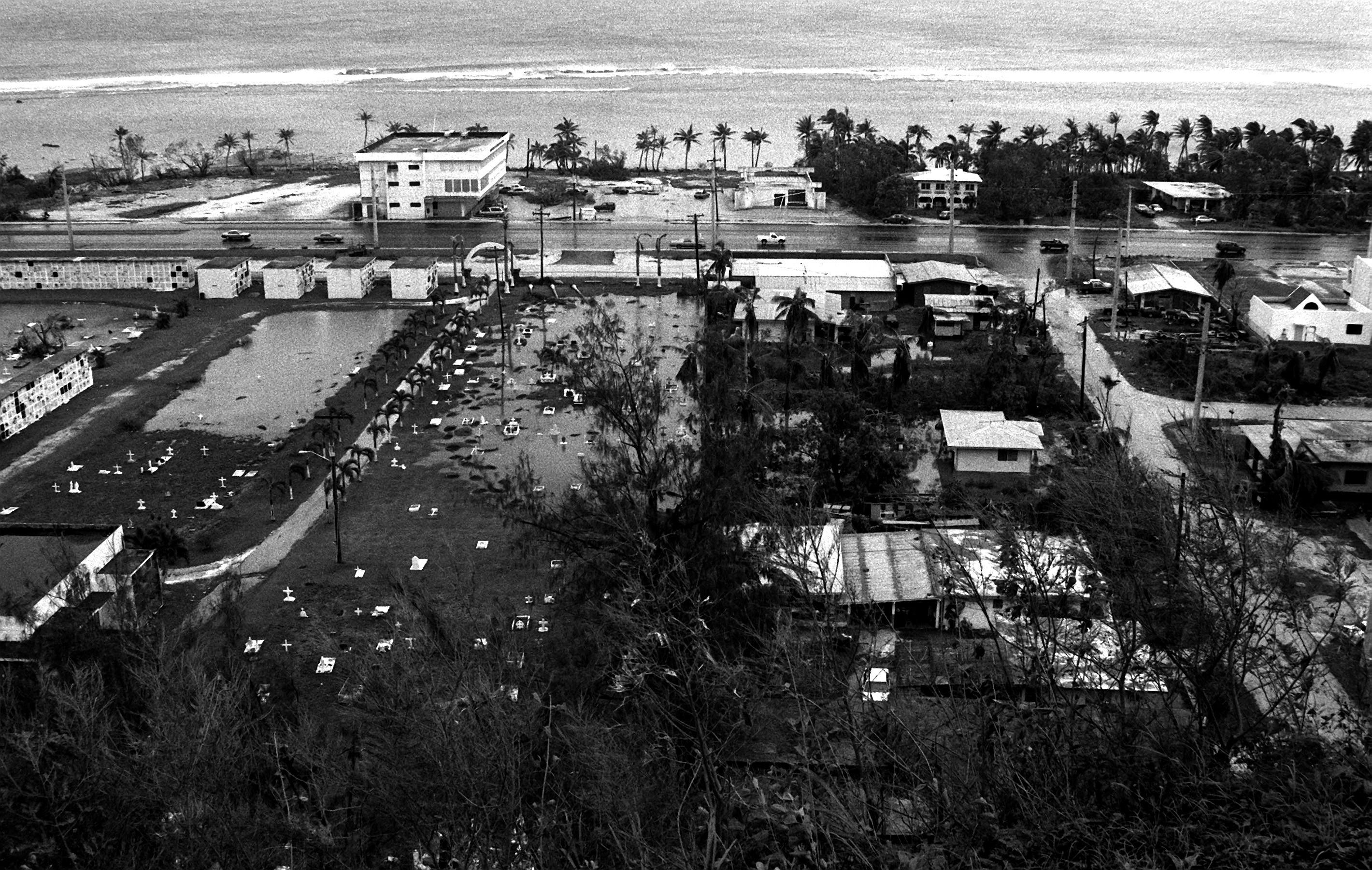
台風によるグアムでの被害の様子

グアム、台湾、中国に大きな被害を出した。

### 台風16号（ポリー）
199216・16W・イサン

8月30日に台湾に上陸した後、中国大陸に再上陸した。

### 台風17号（ライアン）
199217・17W

### 台風18号（シビル）
199218・18W

### 台風19号（テッド）
199219・19W・マリン

9月18日にフィリピンの東の海上で発生し、22日に大型で並の強さで沖縄地方の南を北上し、台湾・華中に上陸した後、黄海や朝鮮半島を経て、25日未明に日本海にて温帯低気圧に変わった。この台風により、日本では負傷者8人、半壊1棟、床上浸水21棟、床下浸水281棟の被害が発生した。

### 台風20号（ヴァル）
199220・20W

### 台風21号（ウォード）
199221・21W

### 台風22号（イベット）
199222・22W・ニンニン

### 台風23号（ザック）
199223・23W

### 台風24号（アンジェラ）
199224・24W・オサン
10月15日9時にパラワン島の西で発生した弱い熱帯低気圧が17日15時に台風に昇格。
当初北東進していたが、16日から17日にかけて進路を180度転向し西進を初め、23日18時ごろにベトナムカインホア省付近に上陸し、中心気圧1000hPaの弱い熱帯低気圧に降格した。
しかし、28日3時から29日9時までは再び台風の勢力となり、29日15時には再び熱帯低気圧に降格。31日3時に熱帯低気圧は消滅した。

### 台風25号（ブライアン）
199225・25W

### 台風26号（コリーン）
199226・26W・パリン

### 台風27号（ダン）
199227・27W

### 台風28号（エルシー）
199228・28W・レミン

### 台風29号（フォレスト）
199229・30W

### 台風30号（ゲイ）
199230・31W・セニアン
統計開始以降第9位の長寿台風であった。
| 順位 | 名称               | 国際名 | 台風期間   | 発生日時           | 消滅日時            |
| ---- | ------------------ | ------ | ---------- | ------------------ | ------------------- |
| 1    | 平成29年台風第5号  | Noru   | 19日0時間  | 2017年7月20日 21時 | 2017年8月8日 21時   |
| 1    | 昭和47年台風第7号  | Rita   | 19日0時間  | 1972年7月7日 21時  | 1972年7月26日 21時  |
| 3    | 昭和42年台風第22号 | Opal   | 18日6時間  | 1967年8月30日 9時  | 1967年9月17日 15時  |
| 4    | 昭和61年台風第14号 | Wayne  | 17日18時間 | 1986年8月18日 15時 | 1986年9月6日 21時   |
| 5    | 昭和47年台風第9号  | Tess   | 15日12時間 | 1972年7月9日 3時   | 1972年7月24日 15時  |
| 6    | 平成9年台風第28号  | Paka   | 14日12時間 | 1997年12月8日 3時  | 1997年12月22日 15時 |
| 6    | 平成6年台風第31号  | Verne  | 14日12時間 | 1994年10月18日 9時 | 1994年11月1日 21時  |
| 6    | 昭和26年台風第20号 | Amy    | 14日12時間 | 1951年12月3日 9時  | 1951年12月17日 21時 |
| 9    | 平成4年台風第30号  | Gay    | 14日6時間  | 1992年11月16日 3時 | 1992年11月30日 9時  |
| 10   | 平成15年台風第2号  | Kujira | 14日3時間  | 2003年4月11日 9時  | 2003年4月25日 12時  |

### 台風31号（ハント）
199231・32W